# Circlotoma
Circlotoma is een geslacht van weekdieren uit de klasse van de Gastropoda (slakken).

## Soorten
- Circlotoma bellatula Feng, 1996
- Circlotoma callusa Laseron, 1958
- Circlotoma planorbis Laseron, 1958
- Circlotoma transculpta Laseron, 1958
- Circlotoma venusta (Hedley, 1901)